# برادران رحبانی
| عاصی رحبانی | منصور رحبانی |
| ----------- | ------------ |
|             |              |

برادران رحبانی (عربی: الأخوان رحباني)، عاصی رحبانی (عربی: عاصي الرحباني؛ ۴ مه ۱۹۲۳ – ۲۱ ژوئن ۱۹۸۶)، و منصور رحبانی (عربی: منصور الرحباني؛ ۱۹۲۵ – ۱۳ ژانویه ۲۰۰۹)؛ آهنگساز، موسیقیدان، ترانه‌سرا، نویسنده، و نمایشنامه‌نویسان اهل لبنان بودند. آنها برای آثار خود به همراه خوانندهٔ لبنانی، فیروز مشهور هستند.